# Stade Brestois 29
L'Stade Brestois 29, també anomenat Brest, és un club de futbol francès fundat el 1903 a la ciutat de Brest (Bretanya).
El seu estadi és el Stade Francis-Le Blé i té una capacitat de 16.000 espectadors. L'equip juga amb samarreta blanca amb dues franges vermelles als costats, pantalons vermells i mitjons blancs.

## Història
El Stade Brestois 29 fou fundat el 1903 amb el nom d'Armoricaine de Brest, després es va fusionar amb altres clubs de la ciutat: Armoricaine avenir, Milice Saint-Michel, Les Jeunes de Saint-Marc i La Flamme du Pilier Rouge. El 26 de juny de 1950 va canviar el nom per l'actual.
El club bretó va debutar a la primera divisió francesa a la temporada 1979-80. L'any 2010 va tornar a la màxima categoria del futbol francès.

## Palmarès
- Segona Divisió francesa (1): 1981